# Élections législatives de 2017 en Guadeloupe
Les élections législatives françaises de 2017 se déroulent les 10 et 17 juin 2017. Dans le département de la Guadeloupe, quatre députés sont à élire dans le cadre de quatre circonscriptions.

## Élus
| Circonscription                                 | Député sortant          | Parti | Parti   | Groupe   | Député élu ou réélu         | Parti | Parti      | Groupe     |
| ----------------------------------------------- | ----------------------- | ----- | ------- | -------- | --------------------------- | ----- | ---------- | ---------- |
| 1re                                             | Éric Jalton*            |       | app. PS | SER      | Olivier Serva               |       | LREM-GUSR  | LREM       |
| 2e                                              | Gabrielle Louis-Carabin |       | app. PS | app. SER | Justine Benin               |       | LREM diss. | app. MoDem |
| 3e                                              | Ary Chalus*             |       | GUSR    | RRDP     | Max Mathiasin               |       | DVG        | app. MoDem |
| 4e                                              | Victorin Lurel*         |       | PS      | SER      | Hélène Vainqueur-Christophe |       | PS         | NG         |
| * député sortant ne se représentant pas en 2017 |                         |       |         |          |                             |       |            |            |

## Rappel des résultats départementaux des élections de 2012
| Parti          | Parti                                                       | Premier tour | Premier tour | Second tour | Second tour | Sièges |
| Parti          | Parti                                                       | Voix         | %            | Voix        | %           | Sièges |
| -------------- | ----------------------------------------------------------- | ------------ | ------------ | ----------- | ----------- | ------ |
|                | Fédération guadeloupéenne du Parti socialiste et apparentés | 49 653       | 51,05        | 51 110      | 61,76       | 3      |
|                | Guadeloupe unie, solidaire et responsable diss.             | 10 382       | 10,67        | 15 665      | 18,95       | 1      |
|                | Guadeloupe unie, solidaire et responsable                   | 6 238        | 6,41         |             |             | 0      |
|                | Europe Écologie Les Verts                                   | 3 767        | 3,87         | 7 934       | 9,60        | 0      |
|                | Fédération guadeloupéenne du Parti socialiste diss.         | 3 580        | 3,68         |             |             | 0      |
|                | Divers gauche                                               | 440          | 0,45         | 0           |             |        |
|                | Majorité présidentielle                                     | 74 060       | 76,15        | 74 709      | 90,36       | 4      |
|                |                                                             |              |              |             |             |        |
|                | Union pour un mouvement populaire                           | 11 468       | 11,79        | 7 969       | 9,64        | 0      |
|                | La Gauche moderne                                           | 2 223        | 2,29         |             |             | 0      |
|                | Divers droite                                               | 1 330        | 1,37         | 0           |             |        |
|                | Parti chrétien-démocrate                                    | 699          | 0,72         | 0           |             |        |
|                | Nouveau centre                                              | 642          | 0,66         | 0           |             |        |
|                | Parti radical                                               | 131          | 0,13         | 0           |             |        |
|                | Droite parlementaire                                        | 16 493       | 16,96        | 7 969       | 9,64        | 0      |
|                |                                                             |              |              |             |             |        |
|                | Divers                                                      | 3 503        | 3,60         |             |             | 0      |
|                | Front national                                              | 1 765        | 1,81         | 0           |             |        |
|                | Combat ouvrier                                              | 1 146        | 1,18         | 0           |             |        |
|                | Front de gauche                                             | 294          | 0,30         | 0           |             |        |
|                |                                                             |              |              |             |             |        |
| Inscrits       | Inscrits                                                    | 298 630      | 100,00       | 231 458     | 100,00      | 4      |
| Abstentions    | Abstentions                                                 | 195 718      | 65,54        | 142 706     | 61,66       |        |
| Votants        | Votants                                                     | 102 912      | 34,46        | 88 752      | 38,34       |        |
| Blancs et nuls | Blancs et nuls                                              | 5 651        | 5,49         | 6 074       | 6,84        |        |
| Exprimés       | Exprimés                                                    | 97 261       | 94,51        | 82 678      | 93,16       |        |

## Résultats

### Résultats à l'échelle du département
| Parti       | Parti                                                               | Premier tour | Premier tour | Second tour   | Second tour | Sièges | +/-           |
| Parti       | Parti                                                               | Voix         | %            | Voix          | %           | Sièges | +/-           |
| ----------- | ------------------------------------------------------------------- | ------------ | ------------ | ------------- | ----------- | ------ | ------------- |
|             | La République en marche - Guadeloupe unie, solidaire et responsable | 12 023       | 16,12        | 22 646        | 25,95       | 1      | Nv            |
|             | Divers gauche (dont FRAPP)                                          | 11 688       | 15,67        | 21 723        | 24,89       | 1      | 1             |
|             | Fédération guadeloupéenne du Parti socialiste                       | 11 120       | 14,91        | 13 403        | 15,36       | 1      | 2             |
|             | Guadeloupe unie, solidaire et responsable                           | 5 950        | 7,98         | 15 114        | 17,32       | 0      | en stagnation |
|             | Les Républicains                                                    | 5 058        | 6,78         |               |             |        | en stagnation |
|             | La République en marche dissidente                                  | 4 540        | 6,09         | 14 379        | 16,48       | 1      | Nv            |
|             | Divers droite (dont LFQO)                                           | 3 891        | 5,22         |               |             |        | en stagnation |
|             | Fédération guadeloupéenne du Parti socialiste dissidents            | 3 873        | 5,19         | en stagnation |             |        |               |
|             | La France insoumise                                                 | 3 626        | 4,86         | Nv            |             |        |               |
|             | Caraïbe Écologie Les Verts Guadeloupe                               | 3 183        | 4,27         | en stagnation |             |        |               |
|             | Divers                                                              | 2 152        | 2,88         | en stagnation |             |        |               |
|             | Parti communiste guadeloupéen                                       | 1 611        | 2,16         | en stagnation |             |        |               |
|             | Guadeloupe unie, solidaire et responsable dissidente                | 1 400        | 1,88         | 1             |             |        |               |
|             | Front national                                                      | 1 130        | 1,51         | en stagnation |             |        |               |
|             | Parti progressiste démocratique guadeloupéen                        | 1 059        | 1,42         | en stagnation |             |        |               |
|             | Combat ouvrier                                                      | 912          | 1,22         | en stagnation |             |        |               |
|             | Parti radical - Union des démocrates et indépendants                | 327          | 0,44         | en stagnation |             |        |               |
|             | Union populaire républicaine                                        | 256          | 0,34         | en stagnation |             |        |               |
|             | Écologistes                                                         | 197          | 0,26         | en stagnation |             |        |               |
|             | Régionalistes                                                       | 61           | 0,08         | en stagnation |             |        |               |
|             |                                                                     |              |              |               |             |        |               |
| Inscrits    | Inscrits                                                            | 316 217      | 100,00       | 316 128       | 100,00      | 4      | en stagnation |
| Abstentions | Abstentions                                                         | 235 241      | 74,39        | 219 229       | 69,35       |        |               |
| Votants     | Votants                                                             | 80 976       | 25,61        | 96 899        | 30,65       |        |               |
| Blancs      | Blancs                                                              | 2 966        | 3,46         | 4 093         | 4,22        |        |               |
| Nuls        | Nuls                                                                | 3 412        | 4,47         | 5 541         | 5,72        |        |               |
| Exprimés    | Exprimés                                                            | 74 598       | 92,13        | 87 265        | 90,06       |        |               |

### Résultats par circonscription

#### Première circonscription
Député sortant : Éric Jalton (app. PS - FRAPP).
|                                                                               |                                                                                   |                           |                           |                          |                          |
|                                                                               |                                                                                   | Premier tour 10 juin 2017 | Premier tour 10 juin 2017 | Second tour 17 juin 2017 | Second tour 17 juin 2017 |
|                                                                               |                                                                                   |                           |                           |                          |                          |
|                                                                               |                                                                                   | Nombre                    | % des inscrits            | Nombre                   | % des inscrits           |
| Inscrits                                                                      | Inscrits                                                                          | 76 241                    | 100,00                    | 76 233                   | 100,00                   |
| Abstentions                                                                   | Abstentions                                                                       | 55 726                    | 73,09                     | 49 758                   | 65,27                    |
| Votants                                                                       | Votants                                                                           | 20 515                    | 26,91                     | 26 475                   | 34,73                    |
|                                                                               |                                                                                   |                           | % des votants             |                          | % des votants            |
| Bulletins blancs                                                              | Bulletins blancs                                                                  | 746                       | 3,64                      | 1 024                    | 3,87                     |
| Bulletins nuls                                                                | Bulletins nuls                                                                    | 893                       | 4,35                      | 1 725                    | 6,52                     |
| Suffrages exprimés                                                            | Suffrages exprimés                                                                | 18 876                    | 92,01                     | 23 726                   | 89,62                    |
|                                                                               |                                                                                   |                           |                           |                          |                          |
| Candidat Étiquette politique (partis et alliances)                            | Candidat Étiquette politique (partis et alliances)                                | Voix                      | % des exprimés            | Voix                     | % des exprimés           |
|                                                                               |                                                                                   |                           |                           |                          |                          |
|                                                                               | Olivier Serva La République en marche - Guadeloupe unie, solidaire et responsable | 8 248                     | 43,70                     | 14 648                   | 61,74                    |
|                                                                               | Rosan Rauzduel Divers gauche (Force de rassemblement abymien pour le progrès)     | 4 728                     | 25,05                     | 9 078                    | 38,26                    |
|                                                                               | Harry Durimel Europe Écologie Les Verts                                           | 3 183                     | 16,86                     |                          |                          |
|                                                                               | Georges Hermin Parti socialiste dissident                                         | 1 051                     | 5,57                      |                          |                          |
|                                                                               | Nadège Montout La France insoumise                                                | 616                       | 3,26                      |                          |                          |
|                                                                               | Alix Huyghues-Beaufond Les Républicains                                           | 232                       | 1,23                      |                          |                          |
|                                                                               | Jessica Compper Parti radical - Union des démocrates et indépendants              | 192                       | 1,02                      |                          |                          |
|                                                                               | Danielle Diakok Combat ouvrier                                                    | 178                       | 0,94                      |                          |                          |
|                                                                               | Nico Italique Parti socialiste dissident                                          | 127                       | 0,67                      |                          |                          |
|                                                                               | Yves Pierre-Justin Divers                                                         | 90                        | 0,48                      |                          |                          |
|                                                                               | Henri Angol Divers                                                                | 68                        | 0,36                      |                          |                          |
|                                                                               | Emmanuel Robeiri Union populaire républicaine                                     | 66                        | 0,35                      |                          |                          |
|                                                                               | Rudy Faro Divers droite                                                           | 49                        | 0,26                      |                          |                          |
|                                                                               | Christian Treber Divers gauche                                                    | 32                        | 0,17                      |                          |                          |
|                                                                               | Mikael Lech Divers                                                                | 16                        | 0,08                      |                          |                          |
| Source : Ministère de l'Intérieur - Première circonscription de la Guadeloupe |                                                                                   |                           |                           |                          |                          |

#### Deuxième circonscription
Députée sortante : Gabrielle Louis-Carabin (app. PS) qui se représente en tant que suppléante de Diana Perran.
|                                                                               |                                                                                  |                           |                           |                          |                          |
|                                                                               |                                                                                  | Premier tour 10 juin 2017 | Premier tour 10 juin 2017 | Second tour 17 juin 2017 | Second tour 17 juin 2017 |
|                                                                               |                                                                                  |                           |                           |                          |                          |
|                                                                               |                                                                                  | Nombre                    | % des inscrits            | Nombre                   | % des inscrits           |
| Inscrits                                                                      | Inscrits                                                                         | 86 981                    | 100,00                    | 86 978                   | 100,00                   |
| Abstentions                                                                   | Abstentions                                                                      | 65 332                    | 75,11                     | 62 508                   | 71,87                    |
| Votants                                                                       | Votants                                                                          | 21 649                    | 24,89                     | 24 470                   | 28,13                    |
|                                                                               |                                                                                  |                           | % des votants             |                          | % des votants            |
| Bulletins blancs                                                              | Bulletins blancs                                                                 | 704                       | 3,25                      | 945                      | 3,86                     |
| Bulletins nuls                                                                | Bulletins nuls                                                                   | 840                       | 3,88                      | 1 148                    | 4,69                     |
| Suffrages exprimés                                                            | Suffrages exprimés                                                               | 20 105                    | 92,87                     | 22 377                   | 91,45                    |
|                                                                               |                                                                                  |                           |                           |                          |                          |
| Candidat Étiquette politique (partis et alliances)                            | Candidat Étiquette politique (partis et alliances)                               | Voix                      | % des exprimés            | Voix                     | % des exprimés           |
|                                                                               |                                                                                  |                           |                           |                          |                          |
|                                                                               | Justine Benin La république en marche dissidente                                 | 4 540                     | 22,58                     | 14 379                   | 64,26                    |
|                                                                               | Diana Perran La République en marche - Guadeloupe unie, solidaire et responsable | 3 775                     | 18,78                     | 7 998                    | 35,74                    |
|                                                                               | Laurent Bernier Les Républicains                                                 | 2 815                     | 14,00                     |                          |                          |
|                                                                               | Warren Chingan Divers gauche (soutenu par le Parti socialiste)                   | 2 485                     | 12,36                     |                          |                          |
|                                                                               | Michel Tola La France insoumise                                                  | 1 219                     | 6,06                      |                          |                          |
|                                                                               | Sophie Peroumal Sylvanise Parti progressiste démocratique guadeloupéen           | 1 059                     | 5,27                      |                          |                          |
|                                                                               | Jacques Kancel Parti communiste guadeloupéen                                     | 947                       | 4,71                      |                          |                          |
|                                                                               | Michel Girdary Divers gauche                                                     | 634                       | 3,15                      |                          |                          |
|                                                                               | Rony Beral Divers                                                                | 534                       | 2,66                      |                          |                          |
|                                                                               | Prévert Mayengo Front national                                                   | 413                       | 2,05                      |                          |                          |
|                                                                               | Liliane Montout Divers droite                                                    | 346                       | 1,72                      |                          |                          |
|                                                                               | Patricia Paule Pompilius Écologiste                                              | 195                       | 0,97                      |                          |                          |
|                                                                               | Sébastien Gauthier Divers droite                                                 | 181                       | 0,90                      |                          |                          |
|                                                                               | Marlène Valentino Combat ouvrier                                                 | 166                       | 0,83                      |                          |                          |
|                                                                               | Philibert Carvigan Divers droite                                                 | 127                       | 0,63                      |                          |                          |
|                                                                               | Henri Luperon Divers                                                             | 127                       | 0,63                      |                          |                          |
|                                                                               | Caroll Laug Divers gauche                                                        | 122                       | 0,61                      |                          |                          |
|                                                                               | Steeve Rouyar Divers                                                             | 81                        | 0,40                      |                          |                          |
|                                                                               | Françoise Graux Union populaire républicaine                                     | 72                        | 0,36                      |                          |                          |
|                                                                               | Sebastien Riglet Divers droite (La France qui ose)                               | 63                        | 0,31                      |                          |                          |
|                                                                               | Jean-Jacob Bicep Régionaliste (Alliance pour la Guadeloupe)                      | 61                        | 0,30                      |                          |                          |
|                                                                               | Marie-Jeanne Quinol Parti radical - Union des démocrates et indépendants         | 51                        | 0,25                      |                          |                          |
|                                                                               | Moïse Ayassamy Divers droite                                                     | 47                        | 0,23                      |                          |                          |
|                                                                               | Serge Sercien Divers                                                             | 33                        | 0,16                      |                          |                          |
|                                                                               | Gérald Bougrer Divers                                                            | 10                        | 0,05                      |                          |                          |
|                                                                               | Léopold Deher-Lesaint Écologiste                                                 | 2                         | 0,01                      |                          |                          |
| Source : Ministère de l'Intérieur - Deuxième circonscription de la Guadeloupe |                                                                                  |                           |                           |                          |                          |

#### Troisième circonscription
Député sortant : Ary Chalus (GUSR).
|                                                                                |                                                            |                           |                           |                          |                          |
|                                                                                |                                                            | Premier tour 10 juin 2017 | Premier tour 10 juin 2017 | Second tour 17 juin 2017 | Second tour 17 juin 2017 |
|                                                                                |                                                            |                           |                           |                          |                          |
|                                                                                |                                                            | Nombre                    | % des inscrits            | Nombre                   | % des inscrits           |
| Inscrits                                                                       | Inscrits                                                   | 83 688                    | 100,00                    | 83 684                   | 100,00                   |
| Abstentions                                                                    | Abstentions                                                | 64 262                    | 76,79                     | 61 663                   | 73,69                    |
| Votants                                                                        | Votants                                                    | 19 426                    | 23,21                     | 22 021                   | 26,31                    |
|                                                                                |                                                            |                           | % des votants             |                          | % des votants            |
| Bulletins blancs                                                               | Bulletins blancs                                           | 855                       | 4,40                      | 1 273                    | 5,78                     |
| Bulletins nuls                                                                 | Bulletins nuls                                             | 815                       | 4,20                      | 1 339                    | 6,08                     |
| Suffrages exprimés                                                             | Suffrages exprimés                                         | 17 756                    | 91,40                     | 19 409                   | 88,14                    |
|                                                                                |                                                            |                           |                           |                          |                          |
| Candidat Étiquette politique (partis et alliances)                             | Candidat Étiquette politique (partis et alliances)         | Voix                      | % des exprimés            | Voix                     | % des exprimés           |
|                                                                                |                                                            |                           |                           |                          |                          |
|                                                                                | Nestor Luce Guadeloupe unie, solidaire et responsable      | 2 621                     | 14,76                     | 6 764                    | 34,85                    |
|                                                                                | Max Mathiasin Divers gauche                                | 2 295                     | 12,93                     | 12 645                   | 65,15                    |
|                                                                                | Ferdy Louisy Parti socialiste dissident                    | 1 792                     | 10,09                     |                          |                          |
|                                                                                | José Toribio Divers gauche (Parti socialiste guadeloupéen) | 1 768                     | 9,96                      |                          |                          |
|                                                                                | Adrien Baron Parti socialiste                              | 1 723                     | 9,70                      |                          |                          |
|                                                                                | Hubert Quiaba Divers gauche                                | 1 017                     | 5,73                      |                          |                          |
|                                                                                | Sylvie Chammougon-Anno Les Républicains                    | 1 009                     | 5,68                      |                          |                          |
|                                                                                | Céline Dechelette La France insoumise                      | 946                       | 5,33                      |                          |                          |
|                                                                                | Fauvert Savan Divers droite (Le Cap pour Sainte-Rose)      | 841                       | 4,74                      |                          |                          |
|                                                                                | Ary Broussillon Divers gauche (Agir en citoyen)            | 756                       | 4,26                      |                          |                          |
|                                                                                | Samuel Cazomont Divers                                     | 637                       | 3,59                      |                          |                          |
|                                                                                | Edwing Laupen Mondongue Divers gauche                      | 568                       | 3,20                      |                          |                          |
|                                                                                | Rody Tolassy Front national                                | 471                       | 2,65                      |                          |                          |
|                                                                                | Félix-Alain Flémin Parti communiste guadeloupéen           | 415                       | 2,34                      |                          |                          |
|                                                                                | Jean Morandais Divers (Union nationale économique)         | 243                       | 1,37                      |                          |                          |
|                                                                                | Richard Nebor Divers gauche                                | 218                       | 1,23                      |                          |                          |
|                                                                                | Marie-Agnès Castrot Combat ouvrier                         | 130                       | 0,73                      |                          |                          |
|                                                                                | Paul-Eric Confiac Parti socialiste dissident               | 91                        | 0,51                      |                          |                          |
|                                                                                | Jessy Raoelison Union populaire républicaine               | 77                        | 0,43                      |                          |                          |
|                                                                                | Jade Gallet Divers droite (La France qui ose)              | 65                        | 0,37                      |                          |                          |
|                                                                                | Sylvain Porlon Les Républicains dissident                  | 40                        | 0,23                      |                          |                          |
|                                                                                | Gilbert Edinval Divers                                     | 33                        | 0,19                      |                          |                          |
|                                                                                | Éric Madachon Divers                                       | 0                         | 0,00                      |                          |                          |
| Source : Ministère de l'Intérieur - Troisième circonscription de la Guadeloupe |                                                            |                           |                           |                          |                          |

#### Quatrième circonscription
Député sortant : Victorin Lurel (PS).
|                                                                                |                                                                                           |                           |                           |                          |                          |
|                                                                                |                                                                                           | Premier tour 10 juin 2017 | Premier tour 10 juin 2017 | Second tour 17 juin 2017 | Second tour 17 juin 2017 |
|                                                                                |                                                                                           |                           |                           |                          |                          |
|                                                                                |                                                                                           | Nombre                    | % des inscrits            | Nombre                   | % des inscrits           |
| Inscrits                                                                       | Inscrits                                                                                  | 69 307                    | 100,00                    | 69 233                   | 100,00                   |
| Abstentions                                                                    | Abstentions                                                                               | 49 921                    | 72,03                     | 45 300                   | 65,43                    |
| Votants                                                                        | Votants                                                                                   | 19 386                    | 27,97                     | 23 933                   | 34,57                    |
|                                                                                |                                                                                           |                           | % des votants             |                          | % des votants            |
| Bulletins blancs                                                               | Bulletins blancs                                                                          | 661                       | 3,41                      | 851                      | 3,56                     |
| Bulletins nuls                                                                 | Bulletins nuls                                                                            | 864                       | 4,46                      | 1 329                    | 5,55                     |
| Suffrages exprimés                                                             | Suffrages exprimés                                                                        | 17 861                    | 92,13                     | 21 753                   | 90,89                    |
|                                                                                |                                                                                           |                           |                           |                          |                          |
| Candidat Étiquette politique (partis et alliances)                             | Candidat Étiquette politique (partis et alliances)                                        | Voix                      | % des exprimés            | Voix                     | % des exprimés           |
|                                                                                |                                                                                           |                           |                           |                          |                          |
|                                                                                | Hélène Vainqueur-Christophe Parti socialiste                                              | 6 912                     | 38,70                     | 13 403                   | 61,61                    |
|                                                                                | Aramis Arbau Divers droite (soutenu par Guadeloupe unie, solidaire et responsable)        | 3 329                     | 18,64                     | 8 350                    | 38,39                    |
|                                                                                | Eddy Claude-Maurice Divers droite                                                         | 1 430                     | 8,01                      |                          |                          |
|                                                                                | Sylvie Gustave dit Duflo Guadeloupe unie, solidaire et responsable dissidente             | 1 400                     | 7,84                      |                          |                          |
|                                                                                | Sonia Petro Les Républicains                                                              | 1 002                     | 5,61                      |                          |                          |
|                                                                                | Hugues dit Philippe Ramdini Parti socialiste dissident                                    | 903                       | 5,06                      |                          |                          |
|                                                                                | Guilhem Saltel La France insoumise                                                        | 845                       | 4,73                      |                          |                          |
|                                                                                | Jean-Marie Nomertin Combat ouvrier                                                        | 438                       | 2,45                      |                          |                          |
|                                                                                | Evita Chevry Divers droite                                                                | 424                       | 2,37                      |                          |                          |
|                                                                                | Yoann Tarquin Divers                                                                      | 280                       | 1,57                      |                          |                          |
|                                                                                | Camille Edouard Parti communiste guadeloupéen                                             | 249                       | 1,39                      |                          |                          |
|                                                                                | Béatrice Caze Front national                                                              | 246                       | 1,38                      |                          |                          |
|                                                                                | Dominique Virassamy Divers droite (Pour un renouvellement de la politique guadeloupéenne) | 124                       | 0,69                      |                          |                          |
|                                                                                | Alain Avril Divers droite (La France qui ose)                                             | 92                        | 0,52                      |                          |                          |
|                                                                                | Christine Houblon Parti radical - Union des démocrates et indépendants                    | 84                        | 0,47                      |                          |                          |
|                                                                                | Claudia Boucher Divers droite (Parti républicain ultramarin français)                     | 62                        | 0,35                      |                          |                          |
|                                                                                | Martine Romera Union populaire républicaine                                               | 41                        | 0,23                      |                          |                          |
|                                                                                | Valerie Nwetpoungam Régionaliste (Alliance pour la Guadeloupe)                            | 0                         | 0,00                      |                          |                          |
| Source : Ministère de l'Intérieur - Quatrième circonscription de la Guadeloupe |                                                                                           |                           |                           |                          |                          |